# Велихово
Велихово (пол. Wielichowo)  —  город  в Польше, входит в Великопольское воеводство,  Гродзиский повят.  Имеет статус городско-сельской гмины. Занимает площадь 1,24 км². Население — 1820 человек (на 2006 год).